# 霧の会議
『霧の会議』（きりのかいぎ）は、松本清張の長編小説。『読売新聞』に連載され（1984年9月11日号 - 1986年9月20日号、連載時の挿絵は風間完）、1987年7月に文藝春秋から単行本が刊行された。1982年6月に起こったロベルト・カルヴィ怪死事件を背景にして、ヨーロッパを舞台に展開する、長編サスペンス・ロマン。

## あらすじ
ロンドン・テムズ川に架かる、ブラックフライアーズ橋の工事用足場から、イタリア人の首吊り死体が発見された。死体の主は、フリーメーソン・ロッジP2のナンバー3・リカルド・ネルビと判明、ロンドンの当局は自殺の線で処理しようとするが、ネルビの動向を追跡してきた新聞記者の八木正八は、他殺と推定する。
カトリック信者の高平和子は、大学助教授の木下信夫と不倫関係にあったが、ネルビ「処刑」の現場を目撃してしまう。以後、組織に追われる身となった和子と信夫は、ロンドンを脱出するが、フランスへ逃亡した2人に、マフィアの魔手が迫る。
事件に仕組まれた謎の正体とは？そして和子の愛の行方は？

## 主な登場人物

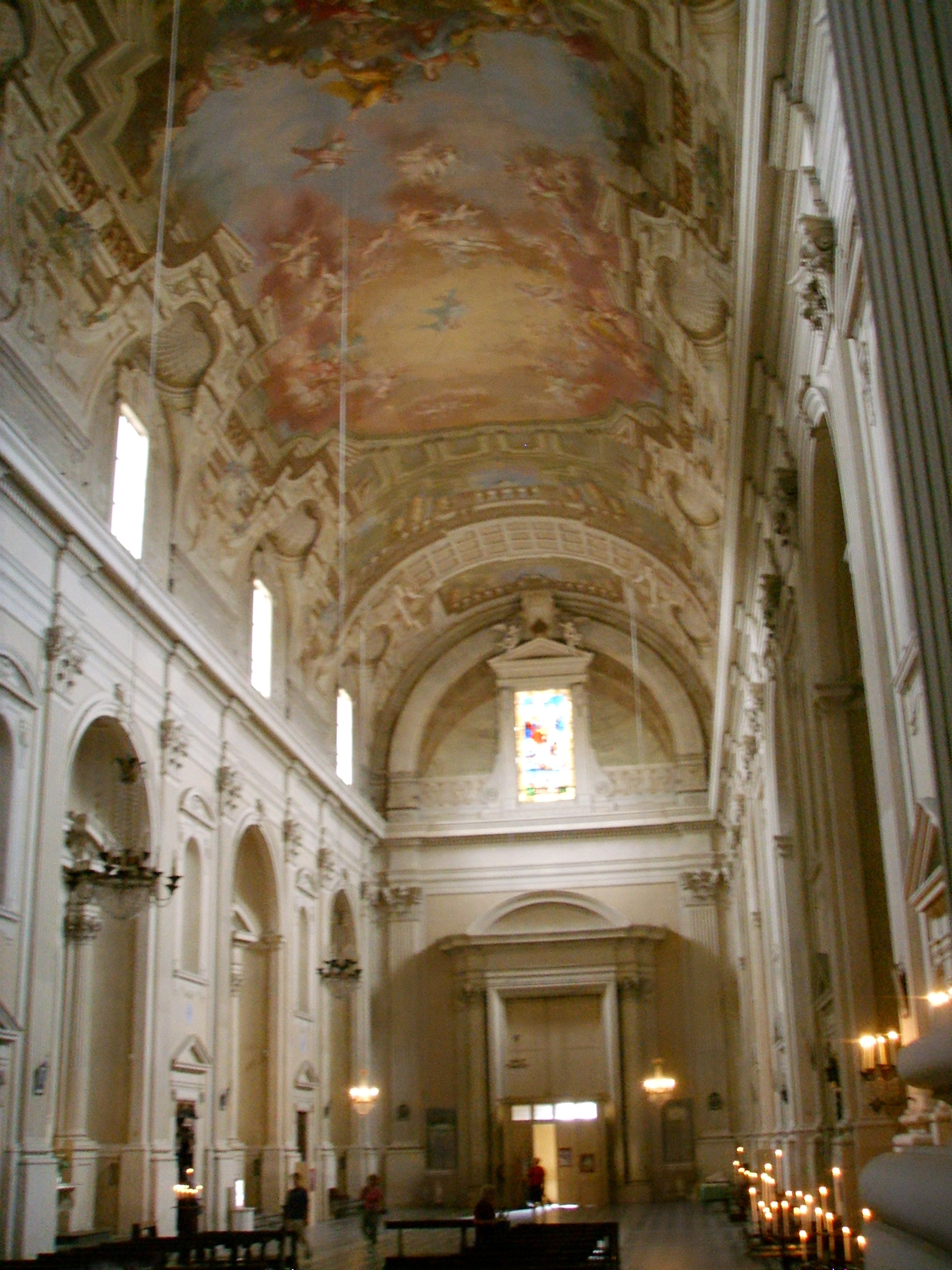
サンタ・マリア・デル・カルミネ聖堂（フィレンツェ）内部

八木正八
「中央政経日報」ローマ支局の雇員助手。リカルド・ネルビの動向を追い、ロンドンに来る。
高平和子
カトリック教徒の家庭に育つ。夫・仁一郎との結婚を後悔しており、木下信夫のいるフィレンツェに飛ぶ。
木下信夫
大学の助教授で、ラテン語を和子に教えていた。ルネサンス美術を専攻し、フィレンツェに留学。画を書くのを好む。35歳。
高平仁一郎
和子の夫。趣味で画を書く。34歳。
北野阿佐子
銀座の高級クラブ「リブロン」の人気ホステス。仁一郎に同行する。
小島春子
フリーのジャーナリスト。
植田伍一郎
画家。「リブロン」で「精神武装世界会議」を知り、参加。
戸崎秀夫
作曲家。「リブロン」で「精神武装世界会議」を知り、参加。
桐原敏雄
駐フランス大使館参事官。
ローリー・ウォーレス
「中央政経日報」ロンドン総局の女性助手。下町育ち。好奇心が強い。
イゾッピ
ローマ市警の刑事。リカルド・ネルビの動向を追い、同僚の刑事ベッティとロンドンに来る。
白川敬之
東邦証券副社長・国際本部長。元大蔵省の役人。教養豊かでヨーロッパ史の造詣も深い。和子の遠い縁戚にあたる。

## モデルとなった実在の人物

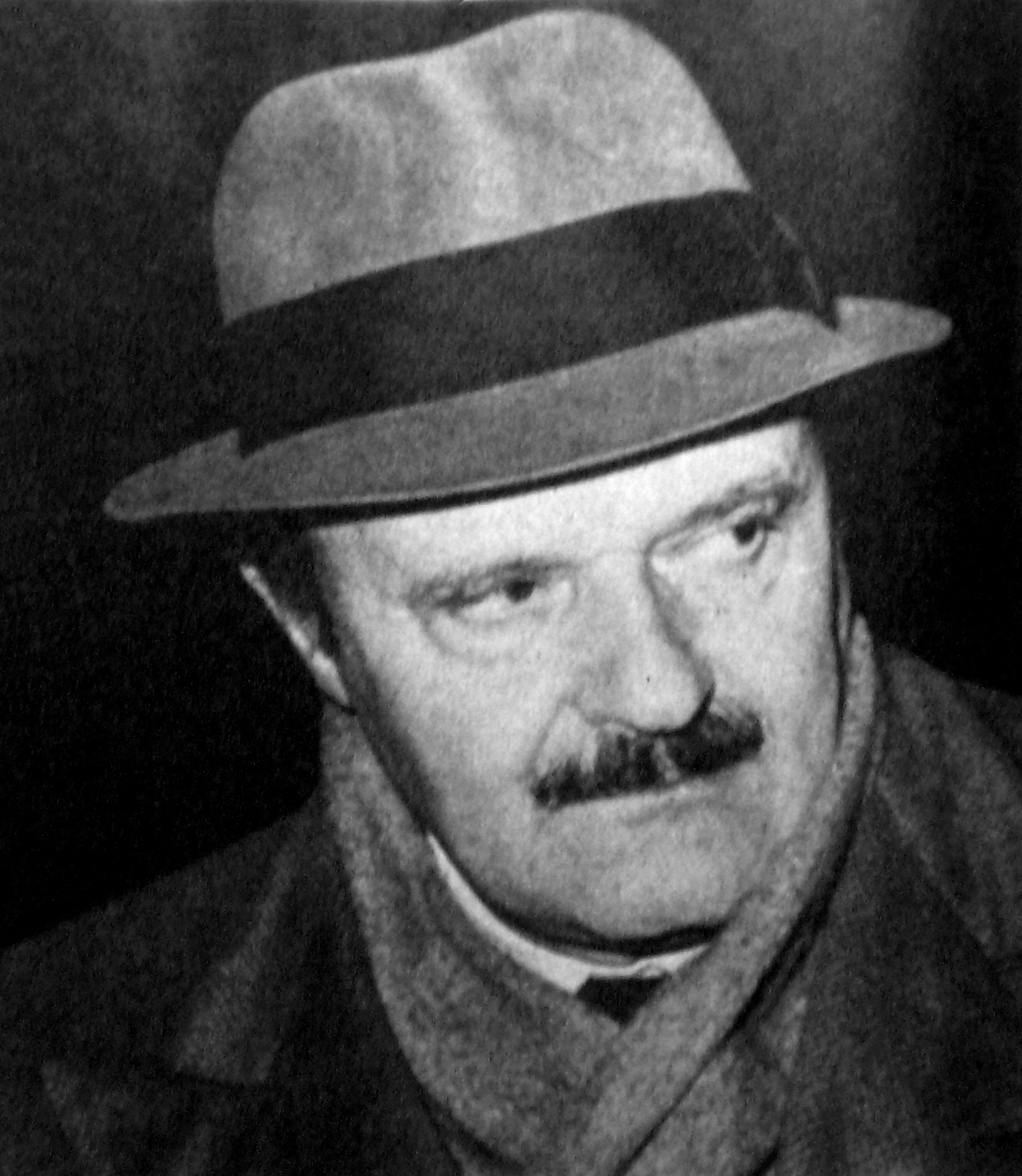
ロベルト・カルヴィ

- リカルド・ネルビ - ロベルト・カルヴィ（アンブロシアーノ銀行頭取）[1]
- ルチオ・アルディ - リーチオ・ジェッリ（ロッジP2代表）
- ガブリエッレ・ロンドーナ - ミケーレ・シンドーナ（プリバータ・フィナンツァリア銀行頭取）
- エイモス・ウォートン - ポール・マルチンクス（大司教、ヴァチカン銀行総裁）
- マリーナ・ロッシ - グラツィエッラ・コローケル（Graziella Corrocher、カルヴィの女性秘書）

## 作品の舞台
イギリス

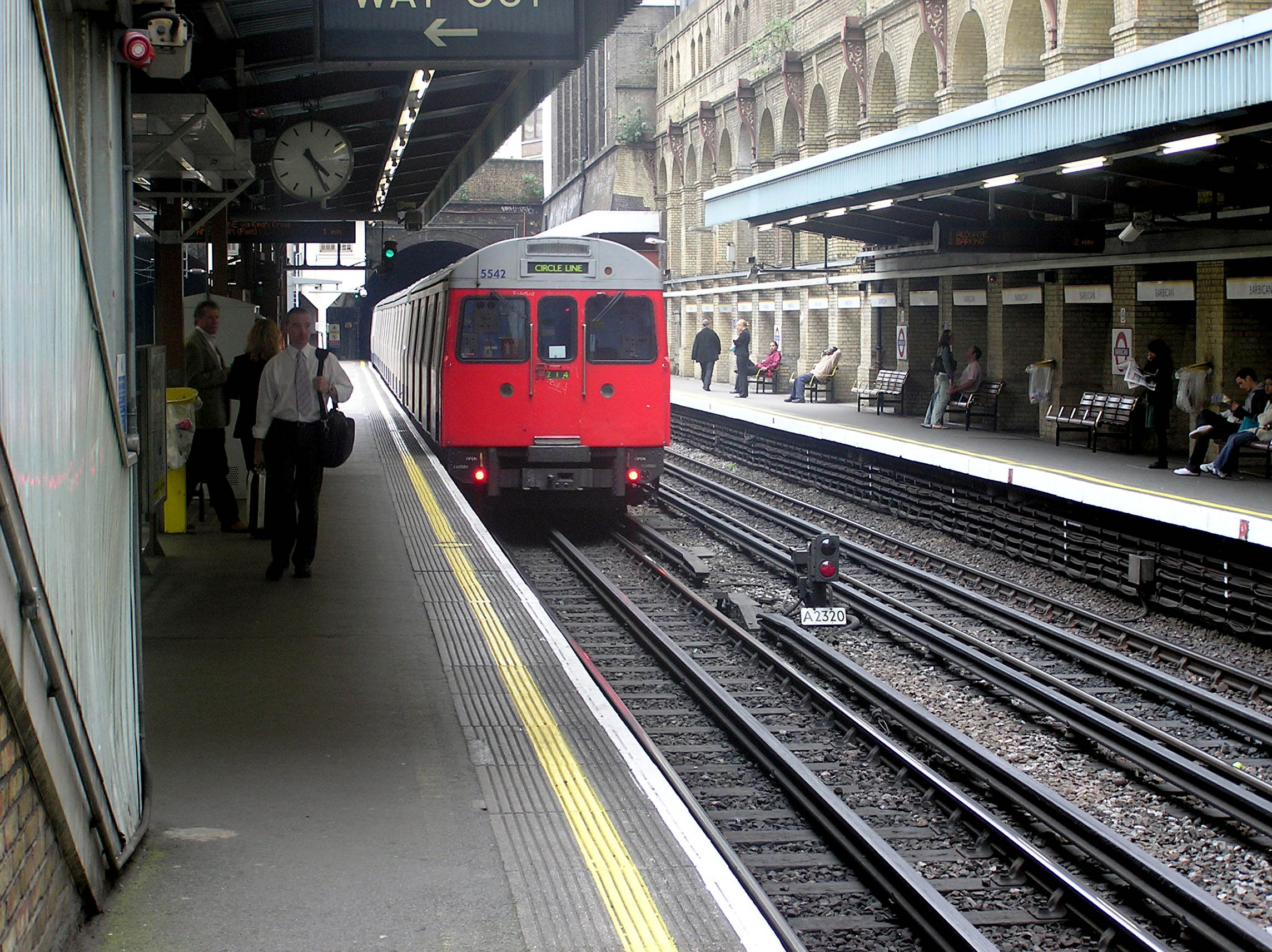
ロンドン地下鉄サークル線

- ロンドンのヒルトンホテルは、Park Laneに面した場所に2025年現在も存在している。
- 高平和子の滞在する「Sloane Cloister」は実在しないが、「Cloister」を冠したアパートメント・ホテルは、Sloane Avenueに2025年現在も実在している。
- Grosvenor Canal…作中で描かれる、この運河から舟を使う方法は、著者の設定したフィクションである[3]。
- スコットランドヤード…本作に登場するニュー・スコットランドヤードはVictoria Street沿いに位置する。
- ロンドン地下鉄サークル線…作中に乗車場面が描かれている。
- A3号線…ロンドンから南西方向へ伸びる自動車専用道路。
- ポーツマス

フランス
- ルーアン
- モンマルトル

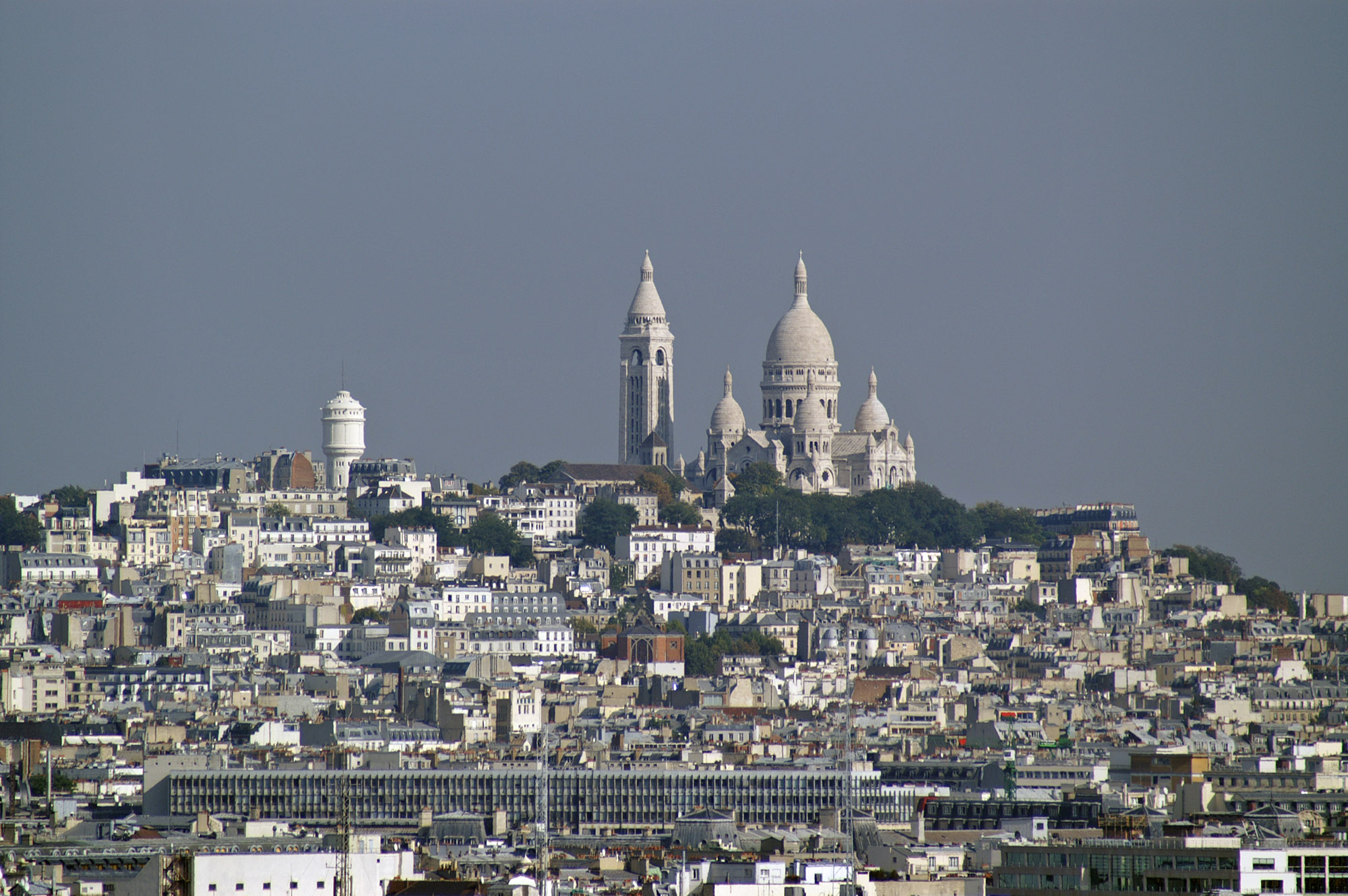
パリ・モンマルトル一帯

- サン＝ポール＝ド＝ヴァンス…ニース北西に所在。
- マーグ財団美術館…エーメ・マーグの名を冠した現代美術中心の美術館。
- Jardin Albert 1er…ニース市内。本作中で八木が「アクロポリス」と呼ぶ地点。
- グラース…（フランス語ページにLe Plan de Grasseの記述が含まれている）

モナコ

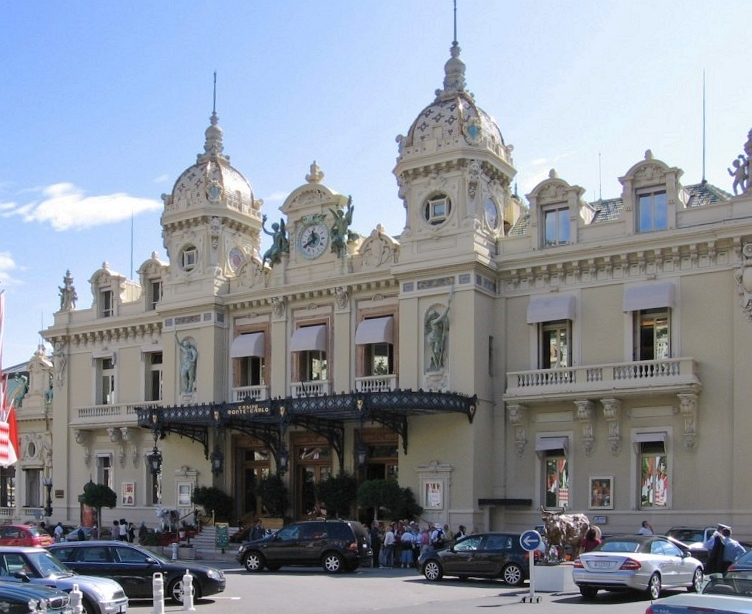
モンテ・カルロ国営カジノ

- 「精神武装世界会議」の会場となるオテル・エルミタージュは、モンテカルロの著名な高級ホテル。なお、小島春子の宿泊するオテル・ミラマ（Hôtel Miramar）も実在。
- モンテ・カルロ国営賭博カジノ

イタリア
- サンタ・マリア・デル・カルミネ聖堂…フィレンツェ市内。ブランカッチ聖堂も参照。
- ポルトフィーノ
- ジェノヴァ
- サンタ・マリア・デッラ・コンチェツィオーネ…ローマ市内。

リヒテンシュタイン
- ファドゥーツ

スイス
- ホーエンクリンゲン城

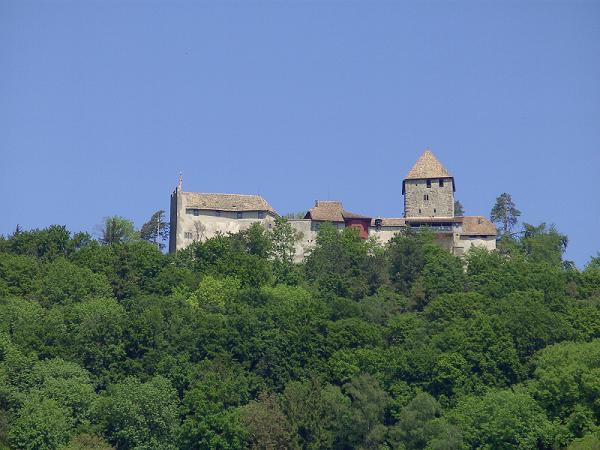
ホーエンクリンゲン城

- Wilen…フラウエンフェルト北東に位置する小集落[4]。